# Gulbarga
Gulbarga là một thành phố và là nơi đặt hội đồng thành phố (municipal corporation) của quận Gulbarga thuộc bang Karnataka, Ấn Độ.

## Địa lý
Gulbarga có vị trí 17°20′B 76°50′Đ / 17,33°B 76,83°Đ Nó có độ cao trung bình là 455 mét (1492 feet).

## Nhân khẩu
Theo điều tra dân số năm 2001 của Ấn Độ, Gulbarga có dân số 427.929 người. Phái nam chiếm 52% tổng số dân và phái nữ chiếm 48%. Gulbarga có tỷ lệ 67% biết đọc biết viết, cao hơn tỷ lệ trung bình toàn quốc là 59,5%: tỷ lệ cho phái nam là 73%, và tỷ lệ cho phái nữ là 60%. Tại Gulbarga, 13% dân số nhỏ hơn 6 tuổi.